# International Panorama Council
Der International Panorama Council IPC (IPC) ist eine Nichtregierungsorganisation und Non-Profit-Organisation nach Schweizerischem Recht. Sie ist ein weltweites Netzwerk von Museumsdirektoren, Museumsmanagern, Künstlern, Restauratoren und Historikern, welches sich mit der historischen und zeitgenössischen Ausprägung des Phänomens des Panoramas als künstlerischem Objekt oder medialer Präsentation beschäftigt. Die Organisation umfasst Mitglieder aus der ganzen Welt, welche entweder Vertreter von Museumsinstitutionen und Forschungsinstituten oder aber private Forscher und begeisterte Amateure sind.
1992 wurde die European Panorama Conference in Szeged/Ungarn gegründet und 1998 in Altötting/Deutschland in International Panorama Conference umbenannt. Seit 2003 wird International Panorama Council als Bezeichnung verwendet. IPC ist seit 2010 ein Mitgliederverein. Er wird geführt durch einen von den Mitgliedern gewählten Vorstand, wobei ein Generalsekretär als operatives Zentrum für den Vorstand arbeitet.

## Ziele
Hauptziel des International Panorama Council ist die Förderung weltweiter Forschung zu existierenden und künftigen Panorama. Er setzt sich ein für den Erhalt der wenigen noch bestehenden denkmalwürdigen Panoramen aus dem 19. und frühen 20. Jahrhundert  sowie die beruflich-professionelle Auseinandersetzung mit dem Thema. IPC dient als Brücke zwischen der Denkmalepoche der Kunstform Panorama und den zeitgenössischen und künftigen Ausprägungen. Der Verein setzt sich ein für eine vereinfachte formelle Anerkennung und den Schutz von Panoramen durch Organisationen wie die UNESCO oder den Europarat.
Der International Panorama Council setzt sich in Kampagnen für die Bewahrung historischer Panoramen ein. 2007 und 2008 wurde dazu eine PR- und Lobbying-Kampagne in Innsbruck/Österreich zur Rettung des bedrohten Innsbrucker Riesenrundgemäldes sowie eine erfolgreiche Kampagne zur Rettung des durch Bauarbeiten gefährdeten Panorama Mesdag geführt.
Des Weiteren strebt IPC die Anerkennung einer Auswahl besonders bedeutsamer Panoramen als UNESCO-Welterbe an. Im Juli 2008 wurde dazu in einem ersten Schritt das Panorama Waterloo auf die belgische Tentativliste (Anwärterliste) der UNESCO gesetzt. Im Februar 2009 stellte das Panorama Mesdag in den Niederlanden einen Antrag auf Aufnahme auf die niederländische Tentativliste.

## Tätigkeitsbereiche
IPC ist aktiv im Bereich Restaurierung und Konservierung, Forschung, Finanzierung, Ausstellung und Marketing von Panoramen sowie verwandten Kunstformen aus Vergangenheit, Gegenwart und Zukunft. IPC unterhält eine Datenbank existierender Panoramen, Cykloramen respektive Moving panoramas, grossformatigen Dioramen und halbrunden Panoramen sowie weiterer verwandten Kunst- und Medienformen.

## Jahrestagungen
Seit der Gründung wurden rund um den Globus jährliche Fachtagungen durchgeführt. Die wissenschaftlichen Konferenzen dienen einem fachlichen und professionellen Austausch von Ideen und umfassen jeweils auch gesellige Elemente wie gemeinsame Mittag- und Abendessen sowie eine Gruppen-Exkursion nach der eigentlichen Tagung zu einem Ort mit speziellem Bezug zum Thema Panorama.
Die an den Konferenzen gehaltenen Referate reichen von illustrierten Essays zu topographischer Kartierung bis hin zu Techniken der Restaurierung und Konservierung.
- 1992 Szeged-Ópusztaszer, Ungarn: Past, Present and Future of Panoramas, founding conference of IPC as a European-based group of interest. In Kooperation mit Móra Ferenc Museum, Szeged
- 1993 Bonn, Deutschland: Sehsucht – Eräugnis und Ent-Täuschung, über die Veränderung der visuellen Wahrnehmung im 20. Jahrhundert. In Kooperation mit Kunst- und Ausstellungshalle, Bonn
- 1994 Breslau, Polen: 100th Anniversary of the Panorama Racławicka
- 1995 Szeged-Ópusztaszer, Ungarn: Eröffnung des 'Feszty-Panorama'
- 1996 Innsbruck, Österreich: 100. Geburtstag des Panoramas ‘Schlacht am Bergisel’
- 1998 Altötting, Deutschland, The World of Panoramas, Panoramas of the World, 1st IPC World Conference
- 1999 Luzern, Schweiz, Die laufende Restaurierung des Bourbaki-Panoramas
- 2000 Szeged-Ópusztaszer, Ungarn, Panoramas and Tourism, PR and Management
- 2001 Peking, China, Panorama Development and Maintenance. In Kooperation mit dem Museum of the War of Chinese People's Resistance Against Japanese Aggression
- 2002 Pleven, Bulgarien, 25th Anniversary of the Panorama ‘Battle of Pleven’. In Kooperation mit dem Militärhistorischen Museum und dem Panorama Plewen
- 2003 Altötting/Lorch, Deutschland, 100. Geburtstag des Panoramas ‘Jerusalem am Tag der Kreuzigung Christi’ und Eröffnung des ‘Stauffer Panorama’ im Kloster Lorch
- 2004 New York City, NY, USA, Panoramas in the Old World and the New
- 2005 Shenyang, China, Panorama Conservation and Restoration Technology. In Kooperation mit der ‘LuXun Academy of Fine Arts’
- 2006 Den Haag, Niederlande, The Quest for Illusion – 125th Anniversary of Panorama Mesdag
- 2007 New Haven, CT, USA, New Perspectives on the Panorama. In Kooperation mit dem ‘Yale Center for British Art, Yale University’
- 2007 Plymouth, Vereinigtes Königreich, Panoramas in the Virtual World. In Kooperation mit ‘Innovate – Centre for Creative Industries, University of Plymouth’
- 2008 Leipzig/Dresden, Deutschland, Spatial Simulation and the Future of Panorama. In Kooperation mit der ‘Asisi Factory GmbH, Berlin’
- 2009 Brüssel, Belgien, Panorama Redevelopment: Restoration and Repositioning. In Kooperation mit dem ‘Royal Museum of the Armed Forces and of Military History’
- 2010 Istanbul, Türkei, Panoramas Bridging Cultures and Time. In Kooperation mit ‚The Culture Co.‘, einer Tochtergesellschaft der Stadt Istanbul
- 2011 Gettysburg, PA, USA, Preserving and Understanding the Battlefield Panorama Heritage. In Kooperation mit der ‚Gettysburg Foundation‘
- 2012 Plewen, Bulgarien, Historic Battles in Panorama Format messages and challenges. In Kooperation mit dem ‚Militärhistorischen Museum‘ und dem ‚Panorama Plewen‘
- 2013 Luzern, Schweiz, Panoramic Spectacles - A Tourist Attraction Then and Now
- 2014 Altötting, Deutschland, The Panoramic Experience: Real – Virtual – Spiritual. In Kooperation mit der ‚Stiftung Panorama Altötting‘
- 2015 Namur, Belgien, Layers of History: Panoramas from Classical to Digital Age. In Kooperation mit der ‚Stadt Namur‘, der ‚Universität Namur‘ und dem ‚Historischen Museum der Stadt Luxembourg‘
- 2016 Ópusztaszer, Ungarn, Fiction and Reality in Panoramas. In Kooperation mit dem Ópusztaszer National Heritage Park und dem Feszty-Panorama
- 2017 Queens/New York City, NY, USA, (Re)Thinking The Panorama. In Kooperation mit dem Queens Museum
- 2018 Istanbul, Türkei, Memory and the Panorama. In Kooperation mit dem Panorama 1453 Museum, Istanbul.
- 2019 Atlanta, Georgia, USA, Panoramic Ironies. In Kooperation mit dem Atlanta History Center, Atlanta/USA.
- 2020 Bursa, Türkei, Online 29th International Panorama Council Conference. In Kooperation mit dem Panorama 1326 Bursa Conquest Museum.
- 2021 New Bedford, USA, Online 30th International Panorama Council Conference. In Kooperation mit dem New Bedford Whaling Museum, New Bedford, Massachusetts, USA.
- 2022 Luxemburg, 31st International Panorama Council Conference. In Kooperation mit dem Luxemburger Stadtmuseum, Luxemburg.
- 2023 Iowa City. USA, 32nd International Panorama Council Conference. In Kooperation mit dem  University of Iowa Museum of Natural History Iowa City, Iowa, USA.
- 2024 Lausanne, Schweiz, 33rd International Panorama Council Conference. In Kooperation mit dem ETH Lausanne, Schweiz.

## Belege
Der Grossteil der Informationen in diesem Artikel stammt aus obiger Literatur sowie von der Webseite der Organisation.
1. ↑  Fact sheet International Panorama Council (Memento des Originals vom 13. Mai 2016 im Internet Archive)  Info: Der Archivlink wurde automatisch eingesetzt und noch nicht geprüft. Bitte prüfe Original- und Archivlink gemäß Anleitung und entferne dann diesen Hinweis.
2. ↑  IPC information Brochure (PDF)
3. ↑  Archivierte Kopie (Memento des Originals vom 14. Februar 2018 im Internet Archive)  Info: Der Archivlink wurde automatisch eingesetzt und noch nicht geprüft. Bitte prüfe Original- und Archivlink gemäß Anleitung und entferne dann diesen Hinweis.
4. ↑  Kampagne in Innsbruck/Österreich: Medienberichte, u. a. Kronenzeitung vom 27. März 2008, S. 19, Wochenmagazin Profil vom 8. September 2008, S. 117, Tiroler Tageszeitung, 12. November 2008
5. ↑  Kampagne zur Rettung des gefährdeten Panorama Mesdag, Aufruf von Europa Nostra auf Initiative von IPC
6. ↑  Website des Panorama Mesdag mit Informationen zur Kampagne
7. ↑  belgische tentative list auf der UNESCO-Homepage
8. ↑  Informationen auf der Website des Panorama Mesdag
9. ↑  IPC Database